# 배리 깁
배리 앨런 크럼프턴 깁 경(영어: Sir Barry Alan Crompton Gibb, CBE, 1946년 9월 1일 ~ )은 잉글랜드의 가수이며 비 지스의 멤버이다.

## 서훈
- 2002년 대영 제국 훈장 3등급(CBE) 수훈[19]
- 2018년 기사작위(Knight Bachelor) 서임[20]